# Прапор Стокгольма
Пра́пор Стокгольма — офіційний символ Стокгольма, столиці Швеції.

## Опис
Квадратне синє полотнище, на якому жовта (золотиста) коронована голова Святого Еріка.